# Џао (династија Хан)
Џао Ди, Џао или цар Сјао-џао (кин: 孝昭皇帝; пин: Xiàozhāo huángdì; 94. п. н. е. Чанган — 5. јун 74. п. н. е. Чанган) био је осми цар Кине из династије Западни Хан (87—74. п. н. е.).
Име по рођењу цара Џаоа било је Лију Фу-линг (кин: 刘弗陵; пин: Liú Fúlíng). Сходно кинеској традицији, за њега се користи постхумно име, док је сам владар користио бројна владарска имена. Постхумно име му је управо било цар Сјао-џао, додељивано успешним владарима, по коме се у историји и наводи. Цар Џао је током своје владавине користио три владарска имена, тј. имена ере: Ши-јуен (кин: 始元; пин: Shĭyúan; 86—80. п. н. е.), Јуен-фенг (кин: 元凤; пин: Yúanfèng; 80—75. п. н. е.) и Јуен-пинг (кин: 元平; пин: Yúanpíng; 75—74. п. н. е.)
Рођен је као син Вуа, највећег цара династије Хан, и његове супруге нижег реда, госпође Џао. Како су му сви синови умрли за живота, Лију Фу-линг, иако најмлађи син, постао је Вуов наследник. Пошто је у тренутку очеве смрти имао само 7 година, регент му је био Хуо Гуанг (умро 68. п. н. е.), главни генерал, врховни командант и старешина царског секретаријата, тј. главни званичник у унутрашњем двору. Да би још додатно учврстио власт, Хуо Гуанг је цара оженио својом унуком Шанггуан. На тај начин, клану Хуо је обезбеђен одлучујући утицај у држави, који ће задржати све до владавине цара Сјуена. Током Вуове владавине Кина се значајно територијално проширила, али су стални ратови испразнили царску ризницу. Због тога је цар Џао, под покровитељством Хуо Гуанга, предузео мере у циљу смањења државних трошкова, али и смањења пореза. Због тога се његова владавина сматра периодом мира и просперитета, док се сам цар сматра способним владарем и настављачем дела свог оца.
Међутим, било је и одређених неслагања са политиком цара Џаоа. Током његове владавине држава је наставила да држи монопол над гвожђем и сољу, а учени људи су започели су расправу о напуштању те политике. Они су саветовали двор Хана „да укине монопол на со, гвожђе и алкохол, дат војним заповедништвима и краљевствима, и да напусти политику праведне расподеле”. Убрзо по царевом одбијању њиховог савета, царством се проширио глас о две необичне појаве: о великој стени са планине Таи „која се подиже ослањајући се на три ноге”, стени око које се „окупљају беле вране” и о давно осушеној врби у царском парку која је изненада озеленела. Црви су неке њене листове изгризли на необичан начин, тако да се показала реченица „болести породице Гунгсун су прошле”. Људи су те знаке схватили као предсказање доласка новог цара на престо. Суи Хунг, велики познавалац Гунгјангових коментара, извео је из начела Анала Пролећа и Јесени да ове појаве наговештавају крај владавине династије Хан и прелазак власти у друге руке. Он је поднео петицију двору у којој тражи да цар Џао престо уступи неком моралном човеку. Због тога је био погубљен 78. п. н. е.
Цар Џао је умро 5. јуна 74. п. н. е. у својој престоници Чангану, имао је тек 20 година. Пошто није имао потомства, заслугом Хуо Гуанга, наследио га је синовац Лију Хе, принц од Чанг-јиа. Међутим, Хуо Гуанг је већ после 27 дана свргнуо Лију Хеа и нови цар је постао Лију Сјин, познат као цар Сјуен, праунук цара Вуа.